# Station Ulceby
Ulceby is een spoorwegstation van National Rail in Ulceby, North Lincolnshire in Engeland. Het station is eigendom van Network Rail en wordt beheerd door Northern Rail. 